# Новокленове
Новоклено́ве (1948 року — Уч-Коз, крим. Üç Köz, рос. Новоклёново) — село в Україні, у Білогірському районі Автономної Республіки Крим. Підпорядковане Зеленогірській сільській раді.
Відстань від райцентру до населеного пункта становить 10 кілометрів по прямій.

## Відомі люди
- Веджіє Кашка (1935 — 2017) — ветеран кримськотатарського руху в Криму.